# Comuna Golești, Vrancea
Golești este o comună în județul Vrancea, Muntenia, România, formată din satele Ceardac și Golești (reședința).

## Așezare
Comuna se află în partea central-estică a județului, la sud de orașul Focșani, pe malurile râului Milcov. Este traversată de șoseaua națională DN2, care leagă Focșaniul de Buzău. La Cerdac, din acest drum se ramifică șoseaua națională DN2D care trece prin Focșani și duce la Târgu Secuiesc, iar la Golești DN2 se intersectează cu șoseaua județeană DJ205C, care duce spre est la Slobozia Ciorăști și Gologanu și spre nord-vest la Vârteșcoiu și Broșteni.
Prin comună trece și calea ferată Buzău-Mărășești, pe care comuna este deservită de stația Golești.

## Demografie
Componența etnică a comunei Golești
     Români (91,81%)
     Alte etnii (8,19%)
Componența confesională a comunei Golești
     Ortodocși (90,79%)
     Alte religii (0,61%)
     Necunoscută (8,6%)
Conform recensământului efectuat în 2021, populația comunei Golești se ridică la 4.885 de locuitori, în creștere față de recensământul anterior din 2011, când fuseseră înregistrați 4.115 locuitori. Majoritatea locuitorilor sunt români (91,81%). Din punct de vedere confesional, majoritatea locuitorilor sunt ortodocși (90,79%), iar pentru 8,6% nu se cunoaște apartenența confesională.

## Politică și administrație
Comuna Golești este administrată de un primar și un consiliu local compus din 13 consilieri. Primarul, Alexandru Zar[*], de la Partidul Social Democrat, este în funcție din 2004. Începând cu alegerile locale din 2024, consiliul local are următoarea componență pe partide politice:
|  | Partid                          | Consilieri | Componența Consiliului | Componența Consiliului | Componența Consiliului | Componența Consiliului | Componența Consiliului | Componența Consiliului | Componența Consiliului | Componența Consiliului |
|  | ------------------------------- | ---------- | ---------------------- | ---------------------- | ---------------------- | ---------------------- | ---------------------- | ---------------------- | ---------------------- | ---------------------- |
|  | Partidul Social Democrat        | 8          |                        |                        |                        |                        |                        |                        |                        |                        |
|  | Partidul Național Liberal       | 2          |                        |                        |                        |                        |                        |                        |                        |                        |
|  | Alianța pentru Unirea Românilor | 2          |                        |                        |                        |                        |                        |                        |                        |                        |
|  | Alianța Dreapta Unită           | 1          |                        |                        |                        |                        |                        |                        |                        |                        |

## Istorie
La sfârșitul secolului al XIX-lea, comuna făcea parte din plasa Orașului a județului Râmnicu Sărat și avea în compunere doar satul de reședință, împreună cu o mică despărțitură a lui, denumită „Cerdacu” și aflată pe malul Milcovului, având în total 1010 locuitori. În comună funcționau o biserică zidită în 1861 și o școală mixtă cu 60 de elevi. Anuarul Socec din 1925 consemnează comuna cu satele Golești, Cerdacu și Satu Nou și 1250 de locuitori în plasa Cotești a aceluiași județ.
În 1950, comuna a trecut în administrarea raionului Focșani din regiunea Putna, apoi (după 1952) din regiunea Bârlad și (după 1956) din regiunea Galați. În 1968 a fost transferată la județul Vrancea, jucând rol de comună suburbană a municipiului Focșani. În 1989, s-a renunțat la conceptul de comună suburbană, iar comuna Golești a fost subordonată direct județului Vrancea.